# بلبل رأس الرجاء

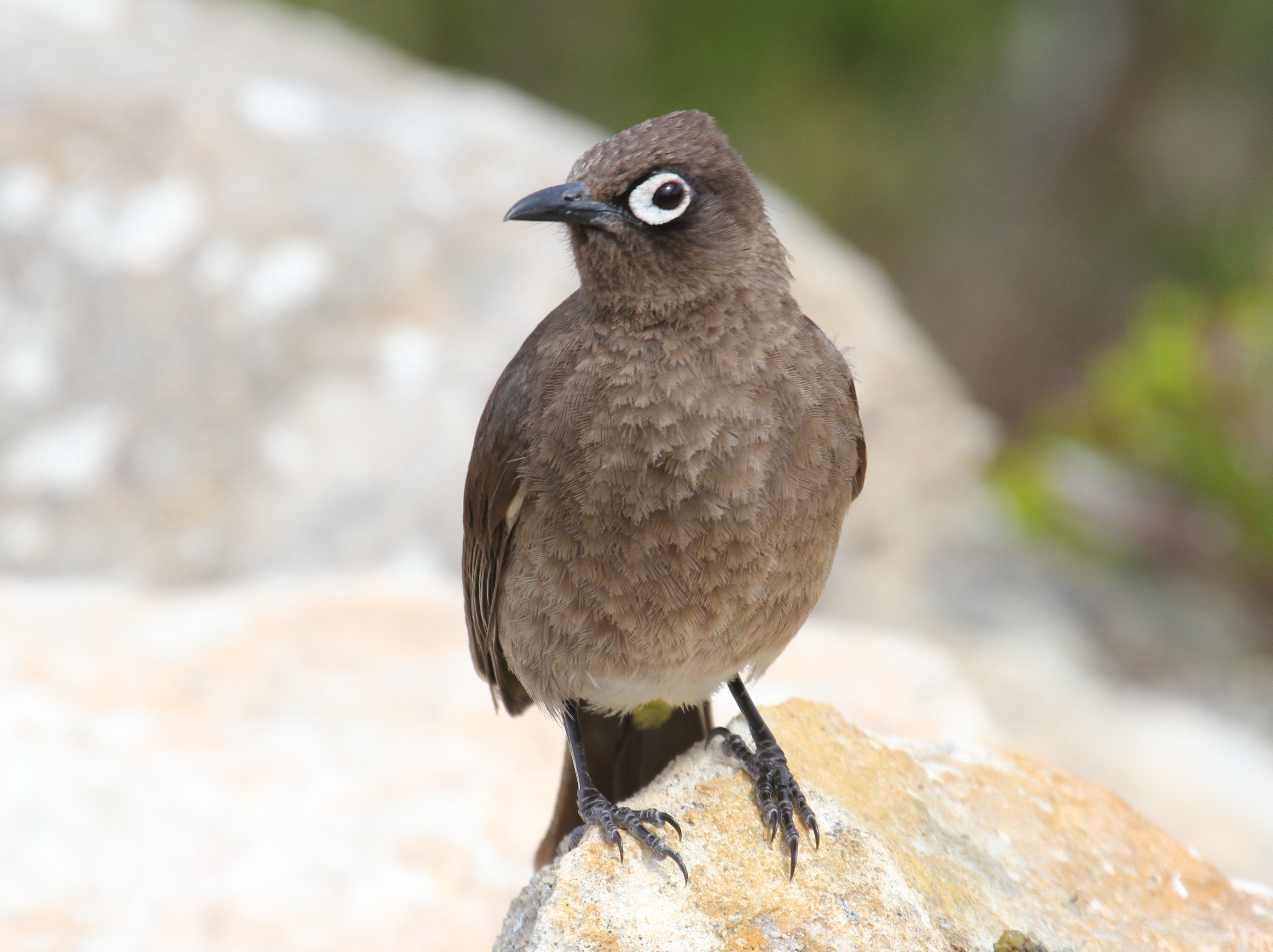
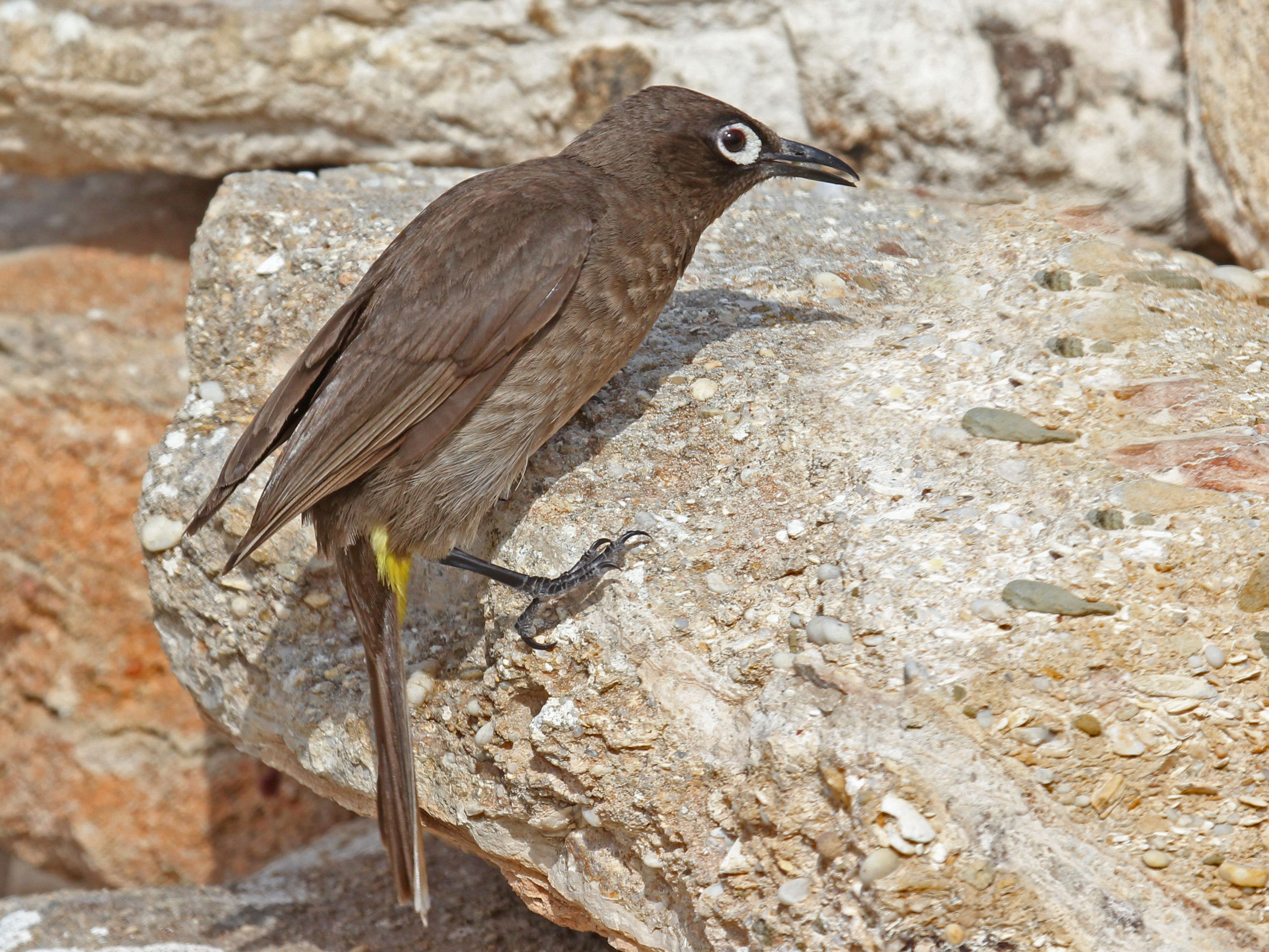

بلبل رأس الرجاء (الاسم العلمي: Pycnonotus capensis) (بالإنجليزية: Cape Bulbul)‏ هو نوع من الطيور يتبع جنس البلبل من الفصيلة البلابل.